# Angela Eiter
Angela Eiter (Arzl im Pitztal, Tirol, 27 de gener de 1986) és una esportista austríaca que va competir en escalada, especialista en la prova de dificultat. L'any 2017 fou la primera dona en escalar una via de dificultat 9b, La Planta de Shiva, a Villanueva del Rosario.
Va guanyar quatre medalles d'or en el Campionat Mundial d'Escalada entre els anys 2005 i 2012, i una medalla d'or en el Campionat Europeu d'Escalada de 2010.

## Palmarès
| Campionat Mundial | Campionat Mundial | Campionat Mundial | Campionat Mundial |
| Any               | Lloc              | Medalla           | Prova             |
| ----------------- | ----------------- | ----------------- | ----------------- |
| 2005              | Múnic ( Alemanya) | 1                 | Dificultat        |
| 2007              | Avilés ( Espanya) | 1                 | Dificultat        |
| 2011              | Arco ( Itàlia)    | 1                 | Dificultat        |
| 2012              | París ( França)   | 1                 | Dificultat        |
| Campionat Europeu |                   |                   |                   |
| Any               | Lloc              | Medalla           | Prova             |
| 2010              | Imst ( Àustria)   | 1                 | Dificultat        |